# 張祐植
張 祐植（ちょう ゆうしょく、チャン ウシク、ハングル：장우식、1914年1月18日 - 没年不明）は日本の元スピードスケート選手である。朝鮮、新義州出身。
明治大学予科2年在学時の1936年ガルミッシュパルテンキルヒェンオリンピックに出場し5000m27位、10000m26位となった。
1980年代には東京在住だったが、取材を試みたルポライターには「多忙」を理由にインタビューに応じず、その後の経歴等についてははっきりしていない。